# ون شوت (قصص مصورة)

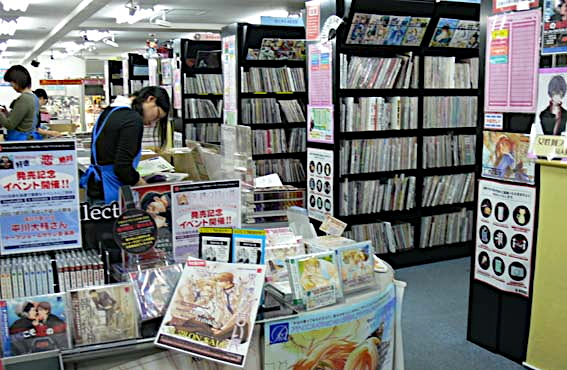

ون شوت هي قصة مصورة تصدر بشكل عدد فردي أو مستقل بذاته عن سلسلة القصص المصورة الأصلية؛ وغالبا ما تكون أحداثها مختلفة عن أحداث سيرة الحياة الأساسية المعتمدة للشخصيات التي تظهر في تلك القصص وغير مرتبطة بها. كما تُقَدم قصة الون شوت أيضاً في مجال الأعمال التلفزيونية في بعض الأحيان على هيئة حلقة تجريبية للمسلسل أو العمل التلفزيوني لإثارة اهتمام الجمهور بالعمل الجديد قبل بداية عرضه على الشاشة.

## الولايات المتحدة الأمريكية
في الولايات المتحدة الأمريكية، تكون الون شوت غالبا معلمة بـ"#1" مع أنه لا توجد أعداد أخرى تابعة لها تصدر لاحقاً، إلا أنها تصدر أحياناً باسم (عدد خاص أو مميز) بدلاً عن ذلك.

## الدول الأخرى
اُخذ نفس المصطلح في صناعة كتب ومجلات القصص المصورة الفرنسية-البلجيكية، بقصد استخدامه بنفس المعنى، إلا أنه أصبح هناك غالبا ما يشير إلى ألبومات القصص المصورة.
في صناعة المانغا اليابانية، عبر عن نفس المفهوم بالمصطلح yomikiri (読み切り)، الذي يعني أن كتاب القصص المصورة قدم في مجمله بدون استمرار. مانغا الون شوت تقدم القصة بأكملها في 15-60 صفحة، وهي غالبا ما تكون قد كتبت للمسابقات، وفي وقت لاحق تطورت إلى سلسلة مانغا مكتملة الطول (تشبه كثيرا الحلقة التجريبية). الكثير من سلاسل المانغا المشهورة تبدأ كقصص ون شوت، متضمنة دراغون بول، سيف النار، ناروتو، بليتش، ون بيس، بيرسيرك، كينيكومان و مفكرة الموت، وأخرى غيرها. بعض مؤلفي المانغا، مثل أكيرا تورياما وروميكو تاكاهاشي عملوا على الكثير من قصص الون شوت بالإضافة إلى أعمالهم المتسلسلة. نهضة نجوم المانغا هي مسابقة سنوية للمانغا ون شوت باللغة الإنجليزية الأصلية.